# Tabaporã
Tabaporã là một đô thị thuộc bang Mato Grosso, Brasil. Đô thị này có diện tích 8225,389 km², dân số năm 2007 là 10471 người, mật độ 1,27 người/km².